# Ихея
Ихея (яп. 伊平屋村 Ихэя-сон) — село в Японии, находящееся в уезде Симадзири префектуры Окинава. Площадь села составляет 21,72 км², население — 1306 человек (1 августа 2014), плотность населения — 60,13 чел./км².

## Географическое положение
Село расположено на острове Ихеядзима в префектуре Окинава региона Кюсю.

## Население
Население села составляет 1306 человек (1 августа 2014), а плотность — 60,13 чел./км². Изменение численности населения с 1980 по 2005 годы:
| 1980 | 1501 чел. |  |
| 1985 | 1391 чел. |  |
| 1990 | 1456 чел. |  |
| 1995 | 1434 чел. |  |
| 2000 | 1530 чел. |  |
| 2005 | 1547 чел. |  |

## Символика
Цветком села считается рододендрон.